# Feraklos

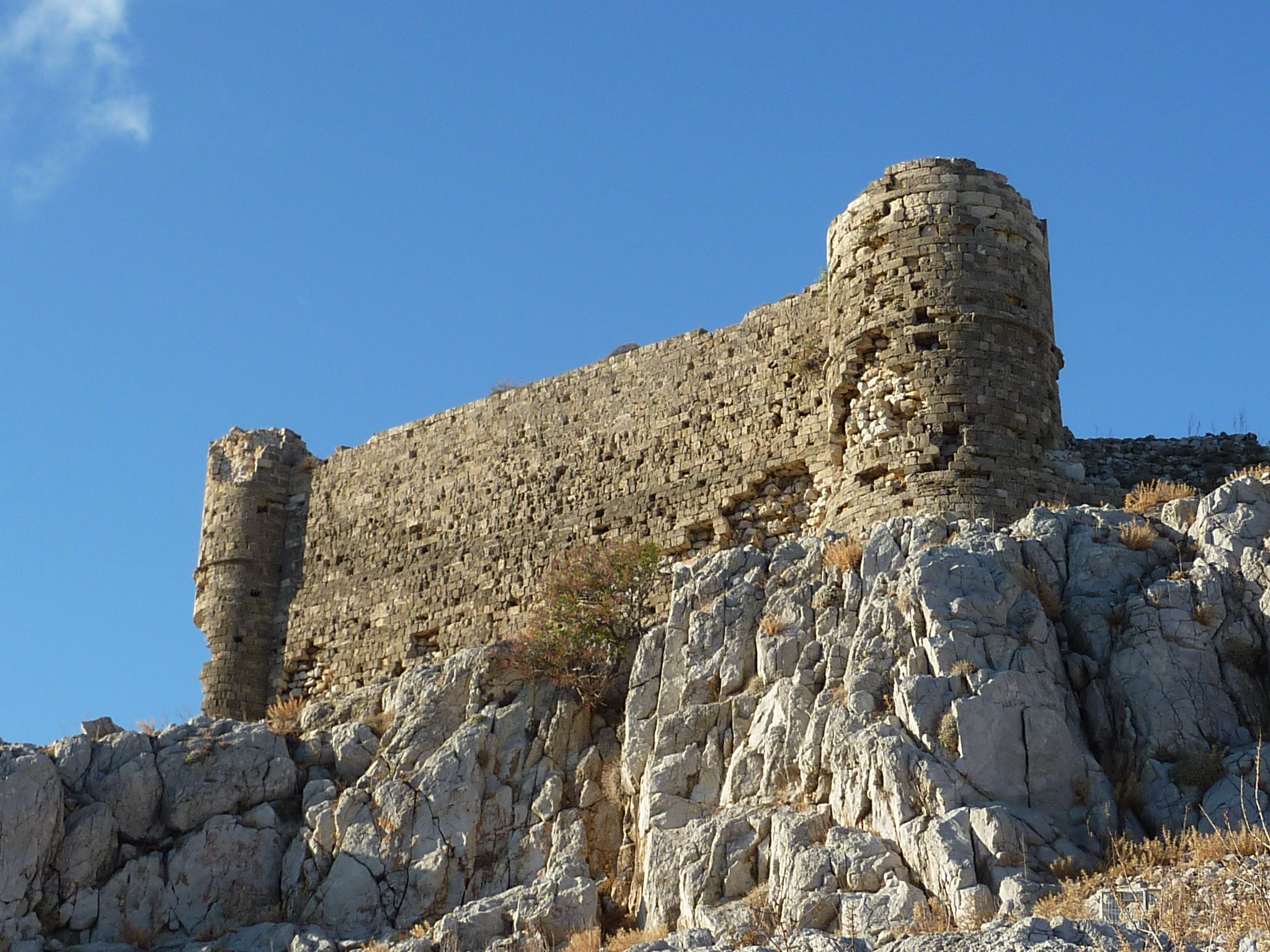
Burg Feraklos

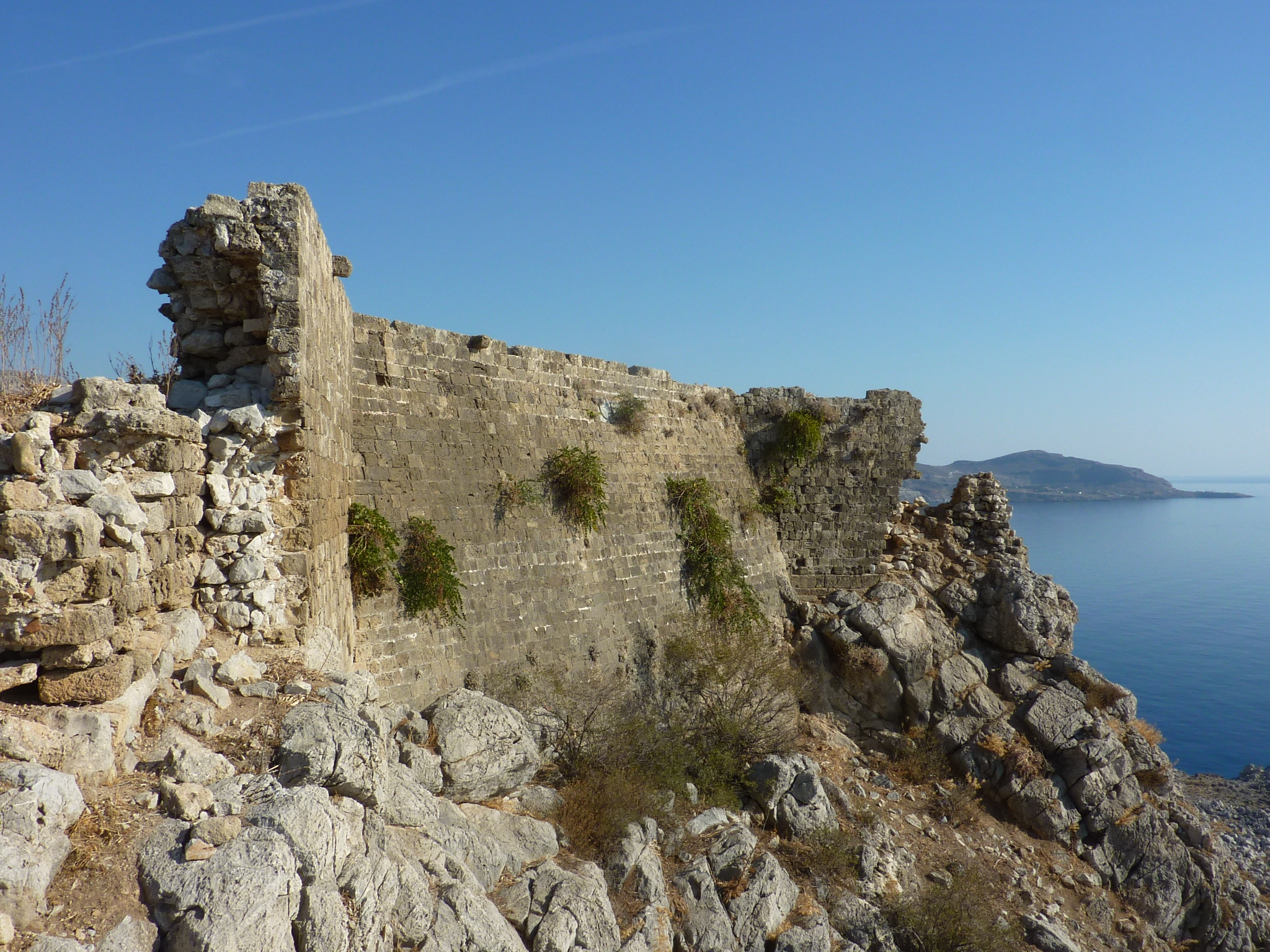
Teil der Befestigungsmauern von Feraklos

Feraklos (auch Faraklos) ist ein Berg und eine mittelalterliche Burg bzw. -ruine nördlich von Charaki an der Ostküste von Rhodos. 
Der etwa 60 m hohe Feraklos oder Faraklos-Berg war seit der Antike besiedelt und befestigt.
Die Byzantiner bauten die Burg zur Festung aus, nachdem sie 1306 von den Johannitern unter Foulques de Villaret erobert worden war. Der Feraklos war der erste Sitz der Johanniterritter auf Rhodos. Später, 1470 wurde er unter dem wachsenden osmanischen Bedrohung auf Veranlassung des  Großmeisters Giovanni Battista Orsini erweitert. Die Festung Feraklos konnte von den Osmanen nie erobert werden. Am Fuße des Burgberges errichteten die Johanniter eine Zuckermühle.
Die Aufstiegstreppe zur Festung ist teilweise verfallen (Zustand 2009 und 2020).